# Hugo Meurer
Hugo Karl August Meurer (Sallach, 28. svibnja 1869. -  Kiel, 4. siječnja 1960.) je bio njemački viceadmiral i vojni zapovjednik. Tijekom Prvog svjetskog rata zapovijedao je 4. eskadrom bojnih brodova.

## Vojna karijera
Hugo Meurer rođen je 28. svibnja 1869. u Sallachu. Sin je Augusta Meurera i Anne Meurer rođ. Grawert. U mornaricu je stupio kao kadet u travnju 1886. godine.

## Prvi svjetski rat
Tijekom Prvog svjetskog rata Meurer je zapovijedao bojnim brodom SMS Deutschland. Zapovijedajući navedenim bojnim brodom sudjeluje u Bitci kod Jyllanda. Od 1916. godine zapovijeda bojnim brodom SMS König, dok je u listopadu 1917. promaknut u čin kontraadmirala.
Od veljače 1918. Meurer zapovijeda posebnim pomorskim snagama na Baltičkom moru s kojima sudjeluje u njemačkoj intervenciji u građanskom ratu u Finskoj. U srpnju 1918. postaje najprije privremenim, a u kolovozu i trajnim zapovjednikom 4. eskadre bojnih brodova zamijenivši na tom mjestu Wilhelma Souchona. Navedenu dužnost obnaša do kraja rata. Pred kraja rata je kao izaslanik zapovjednika flote Franza von Hippera dogovarao je uvjete predaje njemačke flote britanskim pomorskim snagama.

## Poslije rata
Nakon završetka rata Meurer je obnašao dužnost zapovjednika Baltičkog pomorskog područja. U siječnju 1920. promaknut je u čin viceadmirala, te je istodobno umirovljen. Preminuo je 4. siječnja 1960. godine u 91. godini života u Kielu gdje je i pokopan. 

## Vanjske poveznice
(eng.) Hugo Meurer na stranici Axishistory.com

(njem.) Hugo Meurer na stranici Kiel.de  Arhivirana inačica izvorne stranice od 10. svibnja 2015. (Wayback Machine)